# 4-Hidroksifenilaceton
4-Hydroxyphenylacetone je para-hidroksi analog fenilacetona, neaktivnog metabolita amfetamina kod čoveka. Kad se javi kao metabolit amfetamina, on se proizvodi direktno iz neaktivnog metabolita fenilacetona.
| Metabolički putevi metamfetamina 4-Hidroksimetamfetamin 4-Hidroksifenilaceton Fenilaceton Benzojeva kiselina Hipurinska kiselina Amfetamin Norefedrin 4-Hidroksiamfetamin 4-Hidroksinorefedrin Kod čoverka, 4-hidroksifenilaceton se javlja kao metabolit amfetamina i fenilacetona. |

## Spoljašnje veze
- 4-hydroxyphenylacetone на 